# サンドラ・マグナス
サンドラ・マグナス（Sandra Hall Magnus、1964年10月30日-）は、アメリカ合衆国の技術者、アメリカ航空宇宙局の宇宙飛行士である。134日間を宇宙で過ごした後、STS-119のミッションでディスカバリーで地球に帰還した。彼女はアマチュア無線の資格も持っており、コールサインはKE5FYEである。

## 初期の人生と教育
マグナスは、イリノイ州ベルビルで生まれ育った。ミズーリ科学技術大学で電子工学の学位を取り、1996年にジョージア工科大学で材料科学の博士号を取得した。"An Investigation of the relationship between the thermochemistry and emission behavior of thermionic cathodes based on the BaO-Sc2O3-WO3 ternary system,"というタイトルの論文の研究は、NASAのグレン研究センターからの支援で行われた。

## 技術者としてのキャリア
1980年代、マグナスはマクドネル・ダグラスでステルスの開発に携わった。海軍によってプロジェクトが1991年に中止されるまで、A-12の推進システムの開発に携わった。

## NASAでのキャリア
マグナスは1996年に宇宙飛行士の候補に選出され、2002年10月のSTS-112でミッションスペシャリストとして初飛行した。

### 第18次長期滞在
マグナスは第18次長期滞在の一員として、国際宇宙ステーションでフライトエンジニアとして働いた。2008年11月14日に打ち上げられたSTS-126、2009年3月28日に帰還したSTS-119ではミッションスペシャリストを務めた。彼女は133日間宇宙に滞在した。彼女の代わりとして、宇宙航空研究開発機構から若田光一が2009年3月15日に打ち上げられた。